# Хатненский сельский совет (Харьковская область)
Хатненский сельский совет — входит в состав Великобурлукского района Харьковской области Украины.
Административный центр сельского совета находится в селе Хатнее.

## История
- 1993 — дата образования.

## Населённые пункты совета
- село Хатнее
- посёлок Красноярское